# Jan III (patriarcha Jerozolimy)
Jan III – szósty patriarcha Jerozolimy; sprawował urząd w latach 516–523.